# Catasetum vinaceum
Catasetum vinaceum là một loài thực vật có hoa trong họ Lan. Loài này được (Hoehne) Hoehne mô tả khoa học đầu tiên năm 1942.